# Iglesia evangélica española de Miajadas
La Iglesia evangélica española de Miajadas, denominada oficialmente Iglesia del Redentor, es una comunidad cristiana protestante que se constituyó en esta población extremeña hacia 1911. Continúa en la actualidad abierta al culto.

## Datos históricos
En cuanto a que piensan los protestantes establecerse en Miajadas, es tan mentira como todo lo que dicen referente a este asunto, pues ni ellos hicieron en el mitin esta declaración, ni tienen esa idea, según manifestaron los Sres. D. Agustín Arenales, D. Francisco Oviedo y D. Cándido Rodríguez, propagandistas evangélicos que estuvieron en Miajadas.

A. V. R. (27 de junio de 1911). «Mentiras clericales». Era Nueva: periódico republicano (Cáceres) (47): 1.

Teodoro Fliedner Brown. Blätter aus Spanien. Οctubre de 1926. Oí entonces que un maestro natural de Miajadas que vivía en Sevilla y que había enseñado en varias escuelas evangélicas, quería fundar una en su pueblo natal. Cuando a principios de año tuve la alegría de acompañar a nuestro fiel amigo y colaborador Karl Heinrich Klein a un viaje a Extremadura, se tomó la decisión de hacer realidad el deseo de este maestro. Visité en Sevilla a don Luis Borrallo. Él nos dijo que ponía su casa a disposición de la Obra a cambio de una moderada remuneración hasta que más adelante se cubrieran los gastos cuando la escuela estuviera en funcionamiento.

El pastor Vega, de Ibahernando, se encargó de ver la casa y nos notificó que con algo de obra podría hacerse una buena sala que funcionara como escuela.

Tras producirse el golpe de Estado de julio de 1936, Miajadas queda en manos de la Guardia Civil y elementos de la Falange local. La iglesia evangélica se cierra al culto, sufriendo diversos daños.

Elfriede Fliedner. Μiércοles, 15 de abril de 1942. Celebramos el primer culto en Miajadas después de la Guerra Civil, en casa de Juana Loro.

El siguiente informe fue distribuido entre periodistas y diplomáticos de España, resto de Europa y América, procurando salir al paso de cuantas voces venían advirtiendo sobre la represión religiosa en el país con la llegada de la Dictadura franquista:

En Miajadas, existe una capilla protestante evangélica perteneciente a la Sociedad Alemana de Evangelización Española.

La situación del protestantismo en España. Seis estudios sobre una campaña de difamación contra España. Oficina de Información Diplomática. Madrid. 1950.

A principios de 1952, la Comisaría General de Política Social, por orden de la Dirección General de Seguridad (DGS), elabora esta nueva ficha:

ESCUELA EVANGÉLICA: Calle del Matadero n.º 12. Autorizada por el Gobierno Civil de la provincia el 19 de noviembre de 1945.

REGENTE: DON CARLOS LIÑÁN ANDUEZA, de 54 años, natural de Fitero (Navarra) y con domicilio en el pueblo de Ibahernando de esta misma provincia.